# Casal dels Països Catalans de Toronto
El Casal dels Països Catalans de Toronto és un casal català fundat a Toronto (Ontario) el 1977 per Josep Puigvert i Arnaus, Josep Ametller i Bassets, Enriqueta Bru i Pujades, Amèlia Antolí, Joaquim Torres, Adela Pérez i Albert Pujolà. Des del 1982 edita la revista Flama, que el 2007 es distribueix des de la seva web en format pdf. El seu president és Tomàs Ribas-Bordas. Han estat presidents d'aquest casal català Josep Puigvert, Amèlia Antolí, Jaume Cases i Mercè Junyent.